# I Know There's an Answer
«I Know There's an Answer» es una canción del grupo estadounidense The Beach Boys, es la novena canción de su álbum Pet Sounds de 1966. Fue compuesto y producido por Brian Wilson en colaboración con su compañero de banda Mike Love y el director de ruta del grupo, Terry Sachen en las letras. Es cantada por Mike Love y Al Jardine con Brian Wilson en coros. La canción tiene el interesante empleo de un banjo y una armónica.

## Composición
Su composición ofrece un modelo de verso/estribillo/estrofa/estribillo/puente/estribillo, recursos de música compatibles con otras pistas de Pet Sounds, como "You Still Believe in Me", junto con una melodía que se extiende a dos octavas. Es diferente en otras pistas del disco, su movimiento tonal que se produce en la lírica "now what can you tell them", procede de una tercera menor, mientras que Wilson usualmente procedió hacia abajo. Los acordes invertidos se utilizan tal y como en otras composiciones de Pet Sounds.
Durante las sesiones de doblaje vocal en marzo de 1966, Mike Love se opuso a las posibles connotaciones sobre drogas del título y ciertas letras, Mike Love explicó: 

Yo sabía que Brian comenzaba a experimentar con LSD y otras drogas psicodélicas. En ese tiempo prevalecía la opinión de que, consumiendo ciertas dosis de droga, te destruiría el ego que tenías, como si eso fuera algo positivo. Yo no estaba interesado en tomar ácido o deshacerse de mi ego.

Love admitió más tarde que él se negó activamente a cantar algunas letras de Pet Sounds: "[Era] una canción demasiada drogadicta para mí. Así que se me ocurrió una letra alternativa, que refleja la búsqueda de uno mismo. Brian no se resistió. Tal vez le importaba, tal vez no. Él no dijo nada directamente". Jardine recordó que la decisión de cambiar la letra iba a ser en última instancia: "Brian estaba muy preocupado. Quería saber lo que pensamos al respecto. Para ser honesto, no creo que ni siquiera sabía lo que era un ego... Por último, Brian decidió; 'Olvídenlo. Estoy cambiando la letra. Hay demasiada controversia". Según el musicólogo Philip Lambert, la revisión introdujo contradicciones en el lirismo.
Jim Fusilli observó que "la letra parece una rareza si se compara con la elegancia y la empatía del resto de la grabación". El narrador expresa lástima por la "gente tensa" que "viaje durante el día". El refrán de la canción dice lo siguiente:"I know there's an answer / I know now but I have to find it by myself".
Según Fusilli: "El tema de la canción revisado es el egocentrismo de la gente y cómo la cantante titubea para decirles ... la forma en que viven podría ser mejor. "How can I come on when I know I'm guilty"(¿Cómo puedo pasar cuando sé que soy culpable?) fue cambiada a favor de "And tell them the way that they live could be better"(¿cómo ir y decirles que la forma en que viven podría ser mejor?). La mayoría de las otras letras se mantuvo igual, y, a pesar de los cambios, las partes más psicodélicas como "They trip through their day And waste all their thoughts at night" (viajas a través de tu día y pierdes todos sus pensamientos en la noche) se mantuvieron igual en la canción.

## Grabación
En las primeras sesiones de grabación la canción fue titulada "Let go of your ego". La pista básica se registró el 9 de febrero de 1966 en United Western Recorders. La instrumentación incluye el uso prominente de timbales, armónica bajo, y pandereta. Para la armónica de bajo, Brian Wilson dio instrucciones al músico de sesión Tommy Morgan de "gemir como un bebé", donde el solo de Morgan se une con el banjo de Glen Campbell. Cuando se grabó por primera vez como "Hang on to your ego", Brian cantó solo la canción, como única voz. Después de ser reescrita a "I Know There's An Answer", la voz principal fue cantada por Mike Love y Al Jardine con Brian Wilson en los coros.

## Publicaciones
La canción primero apareció en el álbum de estudio Pet Sounds de 1966, en The Pet Sounds Sessions de 1997 aparece la canción en mono, en una versión en estéreo y además de una versión a cappella.

## Créditos
The Beach Boys
- Mike Love - voz principal
- Al Jardine - voz principal
- Bruce Johnston - vocal
- Brian Wilson - voz principal en coros
- Carl Wilson - vocal
- Dennis Wilson - vocal

Músicos de sesión
- Hal Blaine - Batería
- Glen Campbell - banjo
- Al de Lory - tack piano
- Steve Douglas - saxofón tenor
- Jim Horn - saxofón tenor
- Paul Horn - saxofón tenor
- Bobby Klein - saxofón tenor
- Barney Kessel - guitarra
- Larry Knechtel - órgano
- Jay Migliori - Saxofón barítono
- Tommy Morgan - armónica
- Ray Pohlman - bajo eléctrico
- Lyle Ritz - contrabajo
- Julius Wechter - percusión